# Жене са Дедиња
Жене са Дедиња је српска серија снимана од 2009. до 2013.
Режисер прве сезоне од 8 епизода је Душан Лазаревић, а серија је снимана у продукцији Емоушна. Прва епизода премијерно је приказана 14. новембра 2011. на Првој телевизији.
Планирано је да се Жене са Дедиња приказују пет сезона.

## Синопсис
Главне јунакиње су четири даме из високог друштва које наизглед имају све: Чарна Малбаш је супруга поп-певача Мартина који је постао славан после победе на „Беовизији“, Клара Хаџи Поповић је гневни адвокат из старе београдске породице, Валерија Савић искомплексирана домаћица, док је Алиса Велебит промискуитетна вајарка. 

## Сезоне
| Сезона | Сезона | Број епизода | Почетак приказивања | Завршетак приказивања |
| ------ | ------ | ------------ | ------------------- | --------------------- |
|        | 1      | 8 (1 – 8)    | 14. новембар 2011.  | 9. јануар 2012.       |
|        | 2      | 8 (9 – 16)   | 13. април 2013.     | 1. јун 2013.          |
|        | 3      | 10 (17 – 26) | 9. децембар 2014.   | 10. фебруар 2015.     |

### Прва сезона
Радња серије започиње журком коју организују Чарна и Мартин, поводом усељења у нову велелепну кућу на Дедињу, у коју су се тек доселили из Крагујевца. Комшилук баш и није спреман да прихвати нове комшије. Ипак, трагични догађај на журци повезаће Клару, Алису, Валерију и Чарну, те ће се из епизоде у епизоду откривати њихове тајне: од уцена и афера, преко прања новца и лажног очинства, до покушаја убиства и леша у Чарниној башти. Са свим дешавањима, упознат је њихов заједнички психоаналитичар др Роси и његова препредена млада љубавница која је прво Алисина, а потом и Чарнина кућна помоћница.

### Друга сезона
У другој сезони свака жена ће из корена променити свој живот: Алиса ће престати да буде "свачија" љубавница и посветиће се Тољи и Малени; Клара ће након задобијених физичких повреда, на Мартиновој и Чарниној журци, морати да се суочи са болном истином; Валерија ће проћи кроз много болних тренутака, с обзиром да је у процесу развода, док се Чарна посвећује својој трудноћи и очекивању принове.

### Трећа сезона
У још узбудљивијој трећој сезони Алиса остаје и даље верна својој идеји да је сама, своја и слободна, све време тражећи господина Правог који би је разуверио. Такође, Алиса ће се наћи и пред великом дилемом - да ли опростити издају и превару и кренути даље… Клара се враћа својим приоритетима, а то је пре свега материјална сигурност и потом однос са ћерком. Без сентименталности и лажних моралитета упушта се у неочекиване подухвате који ће за њене пријатељице бити добро скривене тајне које оне неће моћи ни да наслуте. Упркос мајчинству које је толико прижељкивала, Чарна себе ставља у први план. Тако ни Мартин неће више бити њен центар света. Наћи ће се пред великим искушењима, како у љубави тако и у пријатељству. Кроз низ неочекиваних догађаја упознаћете нове димензије Чарниног лика, али ће њен темперамент и даље остати њен заштитни знак. С Валеријом у овој сезони, још динамичније него до сада. Ово је период у коме се коначно мора помирити са чињеницом да је разведена од Ивана и да мора наставити живот ван своје породичне бајке. Видећемо је рањивију него иначе, што ће је довести до низа ситуација које ће решавати на само себи својствен начин. То значи, опет с Валеријом и смеха и суза…

## Занимљивости
- Радни наслов током писања сценарија за Жене са Дедиња био је Очајне домаћице.[3]
- Радња серије смештена је једним делом у две виле из Толстојеве улице на Дедињу у којој се поред осталих налази и резиденција бившег југословенског председника Слободана Милошевића.[4]

## Улоге
| Глумац:           | Улога:                  |
| ----------------- | ----------------------- |
| Драган Мићановић  | Мартин Малбаш           |
| Анђелка Прпић     | Чарна Малбаш            |
| Маја Новељић      | Валерија Савић          |
| Ирена Мичијевић   | Клара Хаџи Поповић      |
| Лена Богдановић   | Алиса Велебит           |
| Горан Радаковић   | Иван Савић              |
| Катарина Гајић    | Милена (Малена) Велебит |
| Срђан Милетић     | Др Роси                 |
| Милена Предић     | Зорка                   |
| Давид Ибровић     | Ратко Савић             |
| Милутин Милошевић | Тоља                    |
| Тијана Печенчић   | Марија Хаџи Поповић     |
| Сузана Марић      | Невена Савић            |
| Јана Ненадовић    | Ана Савић               |
| Даница Радуловић  | Продавачица             |
| Филип Гајић       | Стева                   |